# Guinée équatoriale aux Jeux olympiques d'été de 2016
La Guinée équatoriale participe aux Jeux olympiques d'été de 2016 à Rio de Janeiro au Brésil du 5 août au 21 août. Il s'agit de sa 9e participation à des Jeux d'été. Sa délégation est composée de deux athlètes, dont la porte-drapeau Reïna-Flor Okori.

## Athlétisme
La Guinée est représentée par deux athlètes : Benjamín Enzema sur 800 m et Reïna-Flor Okori sur 100m haies.
Benjamín Enzema a déjà participé aux Jeux olympiques, à Londres en 2012 où il avait été éliminé au premier tour. Reïna-Flor Okori a participé aux trois précédentes olympiades sous les couleurs de la France et a atteint les demi-finales du 100m haies à chaque fois.
Courses
| Athlète          | Épreuve        | Séries        | Séries | Demi-finales | Demi-finales | Finale   | Finale   |
| Athlète          | Épreuve        | Temps         | Rang   | Temps        | Rang         | Temps    | Rang     |
| ---------------- | -------------- | ------------- | ------ | ------------ | ------------ | -------- | -------- |
| Benjamín Enzema  | 800 m masculin | 1 min 52 s 14 | 50e    | Éliminé      | Éliminé      | Éliminé  | Éliminé  |
| Reïna-Flor Okori | 100 m haies    | DNS           | DNS    | Éliminée     | Éliminée     | Éliminée | Éliminée |

## Légende
Records et Performances
- AR : Record continental (area record)
- CR : Record des championnats (championship record)
- MR : Record du meeting (meet record)
- NR : Record national (national record)
- OR : Record olympique (olympic record)
- PR : Record paralympique (paralympic record)
- PB : Record personnel (personal best)
- SB : Meilleure performance personnelle de la saison (season's best)
- WL : Meilleure performance mondiale de l'année (world leader)
- WJR : Record du monde junior (world junior record)
- WR : Record du monde (world record)

Circonstances et Conditions
- DNF : N'a pas terminé (did not finish)
- DNS : N'a pas pris le départ (did not start)
- DQ : Disqualification (disqualification)
- NM : Aucun essai valable enregistré (No Mark)
- Q : Qualifié « directement » au prochain tour (ou à la prochaine compétition), lors d'une compétition majeure, grâce au classement ou à la réalisation des minima (automatic qualifier)
- q : Qualifié au prochain tour (ou à la prochaine compétition), lors d'une compétition majeure, grâce au repêchage ou à la réalisation de l'une des meilleures performances parmi celles des « non qualifiés directement » (grâce au meilleur temps ou à la meilleure distance par exemple) (secondary qualifier)